# Rhynchotalona falcata
Rhynchotalona falcata är en kräftdjursart som först beskrevs av Georg Ossian Sars 1861.  Rhynchotalona falcata ingår i släktet Rhynchotalona och familjen Chydoridae. Inga underarter finns listade i Catalogue of Life.